# 知床世界遺産センター
知床世界遺産センター（しれとこせかいいさんセンター、Shiretoko World Heritage Conservation Center）は日本の北海道斜里郡斜里町ウトロにある自然環境施設。ユネスコの世界遺産である知床の管理と利用に関する情報発信の拠点となる施設で、環境省により設置された。2009年4月19日に開館。

## 施設
- 展示室 - 知床半島の地形模型（1/25,000）、知床半島に生息するヒグマやエゾシカ、シャチなどの写真パネル等を展示。
- レクチャールーム - ハイビジョン映像上映
- 休憩コーナー - 知床関連の書籍閲覧もできる
- 環境省ウトロ自然保護官事務所
- 自然公園財団知床支部

## 利用情報
- 入館料無料
- 開館時間 - 8:30 - 17:30(4/20 - 10/20)、9:00 - 16:30(10/21 - 4/19)
- 休館日 - 無休（4月20日 - 10月20日）、毎週火曜（10/21 - 4/19）、年末年始（12/29 - 1/3）

## 建築概要
- 構造・規模 - 木造平屋建て
- 建築面積 - 758平方メートル

## 所在地・交通アクセス
- 所在地：〒099-4354 北海道斜里郡斜里町ウトロ西186-10
- アクセス：女満別空港から網走バス・斜里バスで、JR網走駅、知床斜里駅を経由し90分（季節運行）。または知床斜里駅（斜里バスターミナル）から斜里バスで50分（通年運行）。「ウトロ道の駅」下車、徒歩すぐ

## 周辺
- 道の駅うとろ・シリエトク
- ウトロ漁港
- ウトロ温泉
- オロンコ岩